# Framwellgate
Framwellgate är en stadsdel i Durham, i civil parish City of Durham, i kommunen Durham, i grevskapet Durham, i England. Framwellgate var en civil parish från 1866 till 1916 då den blev en del av Durham. Civil parish hade 3 235 invånare år 1911.